# Архангельское Кобылино
Арха́нгельское Кобылино — упразднённое в 1951 году село в Шатковском районе Нижегородской области России.

## Название
Село именовалось Архангельское (Кобылино, Кобылино-Архангельское)

## География
Село находилось на левом берегу реки Тёша.

## История
К 1890 год входило в Шатковскую волость Арзамасского уезда Нижегородской губернии.
До упразднения уездно-губернского деления входило в состав Собакинской волости Арзамасского уезда Нижегородской губернии.
3 сентября 1919 г. Коллегия отдела управления Арзамасского уисполкома утвердила ходатайства волостных исполкомов об изменении названий селений, «соответствующих духу времени». Село Шатки переименовывали в Красный свет, Архангельск-Кобылино — в Красную Волю, Никольское Кобылино — в Красную Зарю, Кержемок — в Новую Волю, деревни Нечаевку и Федоровку — в Цвет Коммуны и Красную Слободку соответственно. Но решение не было реализовано.
Летом 1932 года, в районе сел Шатки, Архангельское Кобылино, Пасьяново, начала свою работу комплексная экспедиция Государственного центрального института курортологии, организованная по инициативе Горьковского физиотерапевтического института. 
В сентябре 1951 года сёла Никольское Кобылино и Архангельское Кобылино объединены в одно село Архангельское.

## Население
Согласно справочнику «XXV. Нижегородская губерния. Список населенных мест по сведениям 1864 года» проживали 1 090 человек, из них, мужчин 517, женщин — 573.
К 1916 году 1651 человек

## Достопримечательности
Церковь Святой Троицы  с престолом Архангела  Михаила.